# Fosfor fioletowy

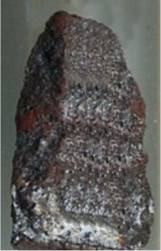
Próbka fosforu fioletowego

Fosfor fioletowy (fioletowy fosfor Hittorfa) – jedna z odmian alotropowych fosforu, otrzymana po raz pierwszy w roku 1865 przez J.W. Hittorfa. Bywa klasyfikowany jako jedna z odmian fosforu czerwonego. Powstaje w wyniku ogrzewania fosforu czerwonego w próżni w temperaturze ok. 530 °C. Inna metoda otrzymywania tej odmiany to krystalizacja z roztworu fosforu białego w stopionym ołowiu (ołów usuwa się następnie przez rozpuszczenie w rozcieńczonym kwasie azotowym.

## Budowa i właściwości
Krystalizuje w układzie jednoskośnym, jego gęstość wynosi 2,35 g/cm3, topi się w 593 °C. Ma skomplikowaną strukturę – atomy fosforu tworzą rurki o przekroju pięciokątnym, zbudowane z naprzemiennych grup 8 i 9-atomowych połączonych mostkami dwuatomowymi.

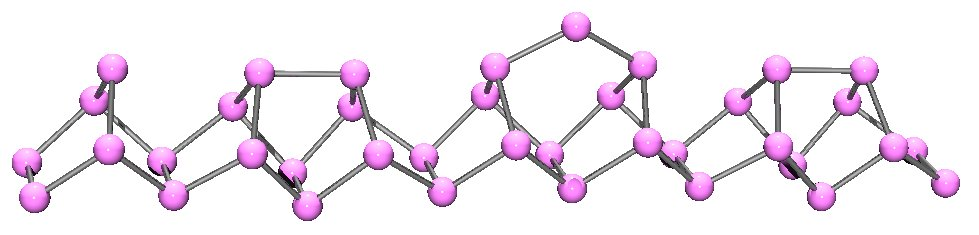
Struktura atomowa fosforu fioletowego